# Watertown (Wisconsin)
Watertown è un comune degli Stati Uniti d'America, situato nello Stato del Wisconsin, diviso tra la contea di Jefferson e la contea di Dodge. Watertown è stata protagonista di una puntata del noto programma televisivo Tinyhouse in onda su Cielo.